# Weihnachten mit Dennis – Eine schöne Bescherung!
Weihnachten mit Dennis – Eine schöne Bescherung! ist eine US-amerikanische Filmkomödie aus dem Jahr 2007. Der Fernsehfilm ist eine Comicverfilmung der Comicstrips Dennis the Menace von Hank Ketcham.

## Handlung
Kurz vor Weihnachten überprüft Dennis seine Geschenkeliste. Dennis überlegt wie er seinem Lieblingsopfer und zugleich seinem Nachbarn Mr. Wilson das perfekte Weihnachtsfest machen kann. Er macht sich eine lange Liste von Dingen, die benötigt werden, damit es funktioniert. Der Engel Bob wird ihm ein wenig helfen und erklärt dem kleinen Dennis die ursprüngliche Bedeutung des Weihnachtsfestes.

## Kritik
„[…] Gänzlich übertriebene Lausbubengeschichte um die kleine Nervensäge aus der populären Comic-Serie, kombiniert mit Charles Dickens' ‚Weihnachtsgeschichte‘. Wenn in der zweiten Filmhälfte etwas mehr Besinnlichkeit angesagt ist, dürften die Nerven der meisten Zuschauer schon blank liegen.“

## Veröffentlichung
Der Film kam direkt auf DVD und erschien am 6. November 2007.